# La Talaia (Olius)
La Talaia és una masia situada al municipi d'Olius, a la comarca catalana del Solsonès. Es troba entre el mirador homònim i la rasa de Masnou.